# Indonesia xâm lược Đông Timor
Cuộc xâm lược của Indonesia vào Đông Timor, ở Indonesia được gọi là Chiến dịch Hoa Sen (tiếng Indonesia: Operasi Seroja; tiếng Anh: Operation Lotus), bắt đầu vào ngày 7 tháng Mười Hai năm 1975 khi quân đội Indonesia (ABRI/TNI) xâm lược Đông Timor và viện dẫn lý do là chống chủ nghĩa thực dân và chống cộng sản để lật đổ chế độ Fretilin (Mặt trận Cách mạng cho một Đông Timor Độc lập) xuất hiện vào năm 1974. Việc lật đổ chính phủ của quần chúng (và do Fretilin lãnh đạo trong một khoảng thời gian ngắn) đã gây ra một cuộc chiếm đóng bạo lực kéo dài suốt một phần tư thế kỷ, trong đó ước tính có khoảng 100.000–180.000 binh lính và dân thường đã bị giết chết hoặc chết đói. Ủy ban Tiếp nhận, Sự thật và Hòa giải ở Đông Timor đã ghi nhận ước tính tối thiểu 102.000 ca tử vong liên quan đến xung đột ở Đông Timor trong toàn bộ giai đoạn 1974 đến 1999, bao gồm 18.600 vụ giết người bạo lực và 84.200 ca tử vong vì bệnh tật và đói khát; Lực lượng Indonesia và các lực lượng phụ trợ của họ tổng cộng lại đã gây ra 70% số vụ giết người.
Trong những tháng đầu tiên của cuộc chiếm đóng, quân đội Indonesia đã phải đối mặt với sự kháng cự nặng nề của quân nổi dậy ở vùng nội địa miền núi của hòn đảo, nhưng từ năm 1977 đến năm 1978, quân đội đã mua sắm vũ khí tiên tiến mới từ Hoa Kỳ và các nước khác, để phá hủy khuôn khổ hoạt động của Fretilin. Hai thập kỷ cuối của thế kỷ chứng kiến những cuộc đụng độ liên tục giữa các nhóm người Indonesia và Đông Timor về địa vị của Đông Timor, cho đến năm 1999, khi đa số người Đông Timor bỏ phiếu áp đảo lựa chọn độc lập (lựa chọn khác là "quyền tự trị đặc biệt" trong khi vẫn một phần của Indonesia). Sau hơn hai năm rưỡi chuyển đổi dưới sự bảo trợ của ba phái bộ Liên Hợp Quốc khác nhau, Đông Timor đã giành được độc lập vào ngày 20 tháng Năm năm 2002.

## Bối cảnh
Đông Timor khác biệt về lãnh thổ so với phần còn lại của Timor và quần đảo Indonesia nói chung, vì là thuộc địa của người Bồ Đào Nha, thay vì của Hà Lan; một hiệp định phân chia hòn đảo giữa hai cường quốc được ký kết vào năm 1915. Chế độ thuộc địa đã được thay thế bởi người Nhật trong Thế chiến thứ hai; sự chiếm đóng của họ đã tạo ra một phong trào kháng chiến dẫn đến cái chết của 60.000 người, chiếm 13% dân số vào thời điểm đó. Sau chiến tranh, Đông Ấn Hà Lan bảo đảm nền độc lập của mình với tư cách là Cộng hòa Indonesia và, trong khi đó, người Bồ Đào Nha tái thiết lập quyền kiểm soát đối với Đông Timor.

### Bồ Đào Nha rút lui và nội chiến
Theo Hiến pháp trước năm 1974 của Bồ Đào Nha, Đông Timor, trước đó được gọi là Timor thuộc Bồ Đào Nha, là một "tỉnh hải ngoại", giống như bất kỳ tỉnh nào bên ngoài lục địa Bồ Đào Nha. "Các tỉnh hải ngoại" cũng bao gồm Angola, Cape Verde, Guinea thuộc Bồ Đào Nha, Mozambique, São Tomé và Príncipe ở Châu Phi; Ma Cao ở Trung Quốc; và đã bao gồm các lãnh thổ của Ấn Độ thuộc Bồ Đào Nha cho đến năm 1961, khi Ấn Độ xâm lược và sáp nhập lãnh thổ.
Vào tháng Tư năm 1974,  Movimento das Forças Armadas thuộc cánh tả (Phong trào Lực lượng Vũ trang, MFA) trong quân đội Bồ Đào Nha đã tiến hành một cuộc đảo chính chống lại chính phủ độc tài Estado Novo của cánh hữu ở Lisbon (cái gọi là "Cách mạng Hoa cẩm chướng"), và công bố ý định nhanh chóng rút khỏi các thuộc địa của Bồ Đào Nha (bao gồm Angola, Mozambique và Guinea, nơi các phong trào du kích ủng hộ độc lập đã hoạt động từ những năm 1960).
Không giống như các thuộc địa châu Phi, Đông Timor không trải qua một cuộc chiến tranh giải phóng dân tộc. Các đảng chính trị bản địa nhanh chóng mọc lên ở Timor: Liên minh Dân chủ Timor (União Democrática Timorense, UDT) là hiệp hội chính trị đầu tiên được công bố sau Cách mạng Hoa cẩm chướng. UDT ban đầu bao gồm các nhà lãnh đạo hành chính cấp cao và chủ sở hữu đồn điền, cũng như các thủ lĩnh bộ lạc bản địa. Những nhà lãnh đạo này có nguồn gốc bảo thủ và tỏ ra trung thành với Bồ Đào Nha, nhưng không bao giờ chủ trương hội nhập với Indonesia. Trong khi đó, Fretilin (Mặt trận Cách mạng cho một Đông Timor Độc lập) bao gồm các quan chức hành chính, giáo viên và "những thành viên mới được tuyển dụng của giới tinh hoa đô thị." Fretilin nhanh chóng trở nên phổ biến hơn UDT do một loạt các chương trình xã hội nó giới thiệu đến cộng đồng. UDT và Fretilin thành lập liên minh vào tháng Một năm 1975 với mục tiêu chung là quyền tự quyết. Liên minh này đại diện cho hầu hết thành phần có học và đại đa số dân số. Hiệp hội Dân chủ Quần chúng Timor (tiếng Bồ Đào Nha: Associação Popular Democratica Timorense; APODETI), một đảng nhỏ thứ ba, cũng đã mọc lên, và mục tiêu của họ là hội nhập với Indonesia. Đảng này hấp dẫn được ít người.
Đến tháng Tư năm 1975, xung đột nội bộ chia rẽ ban lãnh đạo của UDT, với Lopes da Cruz dẫn đầu một phe muốn từ bỏ Fretilin. Lopes da Cruz lo ngại rằng cánh cấp tiến của Fretilin sẽ biến Đông Timor thành một mặt trận cộng sản. Fretilin gọi cáo buộc này là một âm mưu của Indonesia, vì phe cấp tiến không có đủ người ủng hộ để thực sự có quyền lực. Vào ngày 11 tháng Tám, Fretilin nhận được một lá thư từ các nhà lãnh đạo UDT về việc chấm dứt liên minh.
Cuộc đảo chính UDT là một "chiến dịch nhanh gọn", trong đó một cuộc phô trương lực lượng trên đường phố, sau đó là việc tiếp quản các cơ sở hạ tầng quan trọng, chẳng hạn như đài phát thanh, hệ thống liên lạc quốc tế, sân bay và đồn cảnh sát. Trong cuộc nội chiến kéo theo, các nhà lãnh đạo của mỗi bên "mất kiểm soát hành động của những người ủng hộ họ", và trong khi các nhà lãnh đạo của cả UDT và Fretilin đều hành xử một cách kiềm chế, những người ủng hộ không kiểm soát được đã gây ra nhiều cuộc thanh trừng và giết người đẫm máu khác nhau. Các nhà lãnh đạo UDT đã bắt giữ hơn 80 thành viên Fretilin, bao gồm cả nhà lãnh đạo trong tương lai, Xanana Gusmão. Các thành viên UDT đã giết hàng chục thành viên Fretilin ở bốn địa điểm. Các nạn nhân bao gồm một thành viên sáng lập của Fretilin, và anh trai của phó chủ tịch của Fretilin, Nicolau Lobato. Fretilin đáp lại bằng cách kêu gọi thành công các đơn vị quân đội Đông Timor do Bồ Đào Nha huấn luyện. Do đó, sự tiếp quản bạo lực của UDT đã kích động cuộc nội chiến kéo dài ba tuần, trong đó 1.500 quân của nó chống lại 2.000 lực lượng chính quy hiện do các chỉ huy Fretilin lãnh đạo. Khi quân đội Đông Timor do Bồ Đào Nha đào tạo chuyển sang trung thành với Fretilin, nó được gọi là Falintil.
Đến cuối tháng Tám, tàn dư của UDT đang rút dần về phía biên giới Indonesia. Một nhóm UDT gồm chín trăm người đã vượt qua Tây Timor vào ngày 24 tháng Chín năm 1975, theo sau là hơn một nghìn người khác, để lại Fretilin kiểm soát Đông Timor trong ba tháng tiếp theo. Số người chết trong cuộc nội chiến được báo cáo bao gồm bốn trăm người ở Dili và có thể là một nghìn sáu trăm người ở các ngọn đồi.

### Động lực của Indonesia
Những người theo chủ nghĩa dân tộc và cứng rắn trong quân đội Indonesia, đặc biệt là những lãnh đạo cơ quan tình báo Kopkamtib và đơn vị hoạt động đặc biệt, Opsus, coi cuộc đảo chính của Bồ Đào Nha là cơ hội để Indonesia sáp nhập Đông Timor. Người đứng đầu Opsus và cố vấn thân cận của Tổng thống Indonesia Suharto, Thiếu tướng Ali Murtopo, và Chuẩn tướng Benny Murdani của ông đã đứng đầu các hoạt động tình báo quân sự và dẫn đầu công cuộc thúc đẩy sự sáp nhập Đông Timor của Indonesia. Các yếu tố chính trị trong nước của Indonesia vào giữa những năm 1970 lại không có lợi cho những ý định bành trướng đó; vụ bê bối tài chính 1974–75 xung quanh nhà sản xuất xăng dầu Pertamina có nghĩa là Indonesia phải thận trọng để không báo động các nhà tài trợ và chủ ngân hàng nước ngoài quan trọng. Do đó, Suharto ban đầu không ủng hộ một cuộc xâm lược Đông Timor.
Những suy nghĩ như vậy sớm bị khuất bóng do Indonesia và phương Tây lo ngại rằng nếu phe cánh tả Fretilin chiến thắng thì sẽ dẫn đến việc thành lập một nhà nước cộng sản ở biên giới Indonesia, có thể được sử dụng làm cơ sở cho các cuộc xâm nhập của các cường quốc không thân thiện vào Indonesia và là mối đe dọa tiềm tàng đối với tàu ngầm phương Tây. Người ta cũng lo sợ rằng một Đông Timor độc lập trong quần đảo có thể truyền cảm hứng cho chủ nghĩa ly khai trong các tỉnh của Indonesia. Những mối quan tâm này đã được sử dụng thành công để thu hút sự ủng hộ từ các nước phương Tây muốn duy trì quan hệ tốt đẹp với Indonesia, đặc biệt là Hoa Kỳ, quốc gia đang hoàn tất việc rút khỏi Đông Dương vào thời điểm đó sau khi Sài Gòn sụp đổ. Các tổ chức tình báo quân sự ban đầu tìm kiếm một chiến lược sáp nhập phi quân sự, dự định sử dụng APODETI làm phương tiện thôn tính của họ. "Trật tự Mới" cầm quyền của Indonesia đã lên kế hoạch cho cuộc xâm lược Đông Timor. Indonesia dưới "Trật tự Mới" không có quyền tự do biểu đạt và do đó, người ta cũng không cần phải tham khảo ý kiến của người dân Đông Timor.
Vào đầu tháng Chín, có tới hai trăm lính đặc nhiệm đã tiến hành các cuộc xâm nhập, điều này đã được tình báo Mỹ ghi nhận, và vào tháng Mười, các cuộc tấn công quân sự quy ước đã diễn ra sau đó. Năm nhà báo, được gọi là Balibo Five (Bộ Ngũ Balibo), làm việc cho các hãng tin tức của Úc đã bị quân đội Indonesia hành quyết tại thị trấn biên giới có tên Balibo vào ngày 16 tháng Mười.
John Taylor viết rằng Indonesia xâm lược vì ba lý do chính: (1) để tránh "ví dụ tiêu cực" về một tỉnh độc lập, (2) để có thể tiếp cận với lượng dầu và khí tự nhiên—mà theo ước tính ban đầu là cao—dưới biển Timor (ước tính ban đầu hóa ra phần lớn là nhầm lẫn), và (3) sau khi Việt Nam Cộng Hòa sụp đổ, để trở thành đối tác quân sự lớn ở Đông Nam Á của Hoa Kỳ.

## Xâm lược

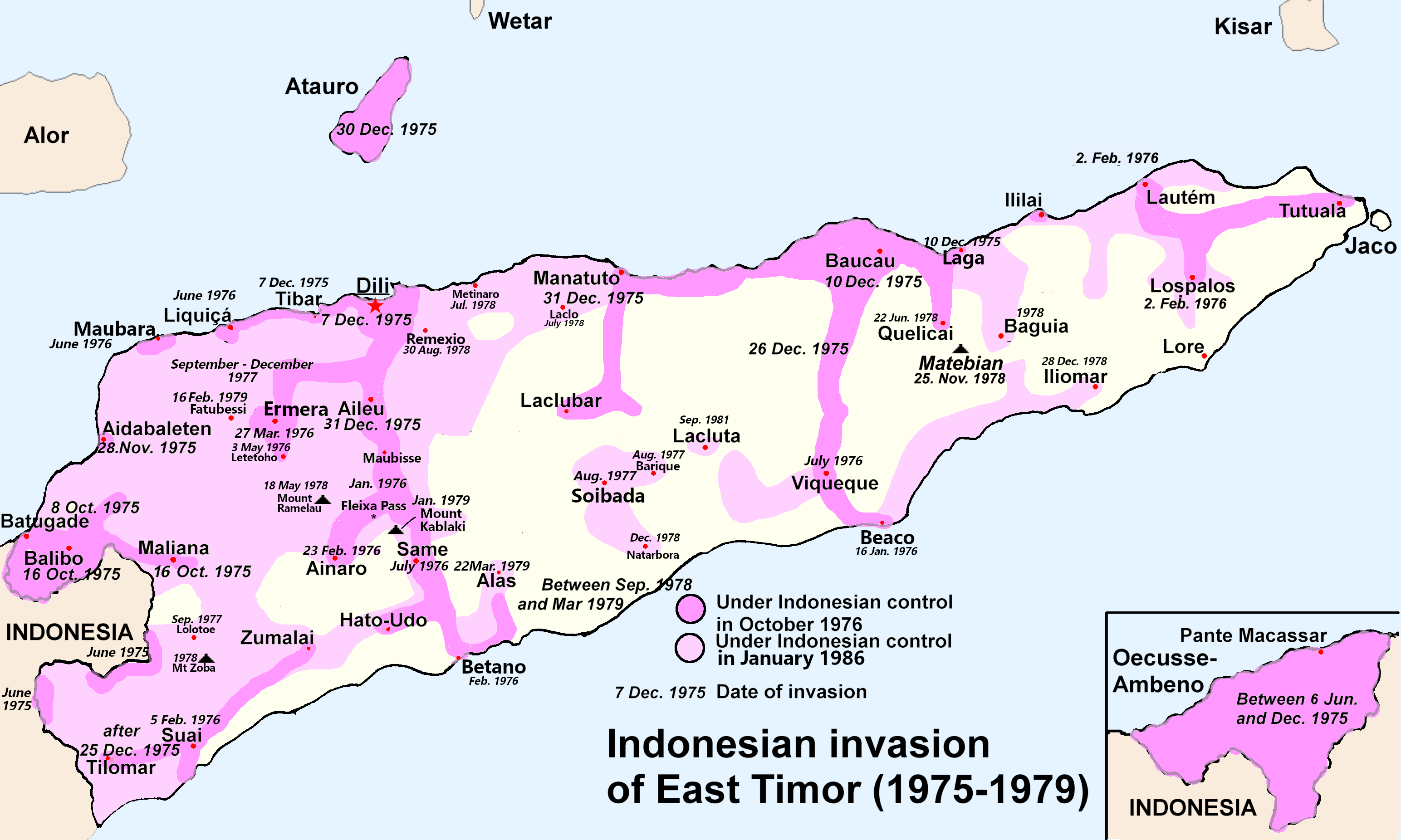
Cuộc xâm lược của Indonesia

Ngày 7 tháng Mười Hai năm 1975, các lực lượng Indonesia đã xâm lược Đông Timor.

### Operasi Seroja (1975–1977)

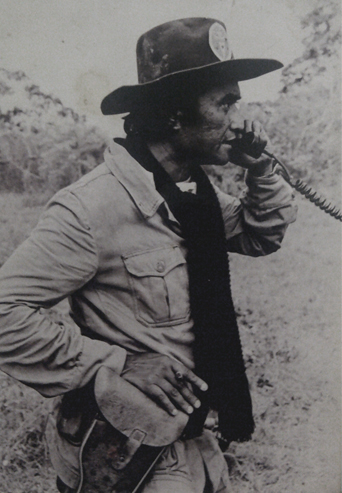
Đại tá Dading Kalbuadi, chỉ huy chiến dịch Operasi Seroja của Indonesia

Operasi Seroja (Chiến dịch Hoa Sen) là chiến dịch quân sự lớn nhất từng được Indonesia thực hiện. Sau một cuộc bắn phá của hải quân vào Dili, lính thủy Indonesia đã đổ bộ vào thành phố trong khi lính dù đồng loạt hạ xuống. 641 lính dù Indonesia đã nhảy xuống Dili, nơi họ giao chiến kéo dài sáu tiếng với lực lượng FALINTIL. Theo tác giả Joseph Nevins, các tàu chiến Indonesia đã nã pháo vào chính đội quân của họ đang đổ bổ, và máy bay vận tải Indonesia đã thả một số lính dù của họ xuống phía trên lực lượng Falantil đang rút lui và bị bắt. Đến trưa, các lực lượng Indonesia đã chiếm được thành phố với 35 binh sĩ Indonesia thiệt mạng, trong khi 122 binh sĩ FALINTIL chết trong chiến trận.
Vào ngày 10 tháng Mười Hai, một cuộc xâm lược thứ hai dẫn đến việc Indonesia chiếm được thị trấn lớn thứ hai cả nước, Baucau, và vào Ngày Giáng sinh, khoảng 10.000 đến 15.000 quân đổ bộ vào Liquisa và Maubara. Đến tháng Tư năm 1976, Indonesia có khoảng 35.000 binh sĩ ở Đông Timor, với 10.000 người khác thường trực ở Tây Timor của Indonesia. Một phần lớn số quân này là từ các chỉ huy tinh nhuệ của Indonesia. Vào cuối năm đó, 10.000 quân đã chiếm đóng Dili và 20.000 quân khác đã được điều đến khắp Đông Timor. Vì có ít quân hơn gấp nhiều lần, quân đội FALINTIL bỏ chạy lên núi và tiếp tục các hoạt động chiến đấu du kích.

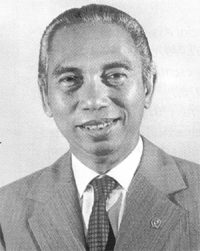
Bộ trưởng Ngoại giao Indonesia Adam Malik gợi ý rằng số người Đông Timor thiệt mạng trong hai năm đầu tiên bị chiếm đóng là "50.000 người hoặc có thể là 80.000".

Trong các thành phố, quân đội Indonesia bắt đầu giết người Đông Timor. Khi bắt đầu chiếm đóng, đài phát thanh FRETILIN đã phát đi đoạn phát thanh như sau: "Lực lượng Indonesia đang giết chóc một cách bừa bãi. Phụ nữ và trẻ em đang bị bắn chết trên đường phố. Tất cả chúng ta sẽ bị giết.... Đây là lời kêu gọi sự giúp đỡ của quốc tế. Xin hãy làm gì đó để dừng cuộc xâm lược này lại." Một người tị nạn Timor sau đó đã kể về "những vụ hãm hiếp [và] ám sát máu lạnh đối với phụ nữ và trẻ em và các chủ cửa hàng người Trung Quốc". Giám mục của Dili vào thời điểm đó, Martinho da Costa Lopes, nói sau đó: "Những người lính đổ bộ bắt đầu giết tất cả những gì họ có thể tìm thấy. Có rất nhiều xác chết trên đường phố—tất cả những gì chúng tôi có thể thấy là binh lính giết chóc, giết chóc, giết chóc." Trong một vụ việc, một nhóm gồm 50 người đàn ông, phụ nữ và trẻ em—bao gồm cả phóng viên tự do người Úc Roger East—bị dàn thành hàng trên một vách đá bên ngoài Dili và bị bắn, xác của họ rơi xuống biển. Nhiều vụ thảm sát như vậy đã diễn ra ở Dili, nơi những người quan sát được lệnh phải nhìn và đếm to khi từng người bị xử tử. Ngoài những người ủng hộ FRETILIN, những người di cư Trung Quốc cũng bị xử tử; năm trăm người đã bị giết chỉ trong ngày đầu tiên.